# Olympische Sommerspiele 1980/Leichtathletik – Speerwurf (Männer)

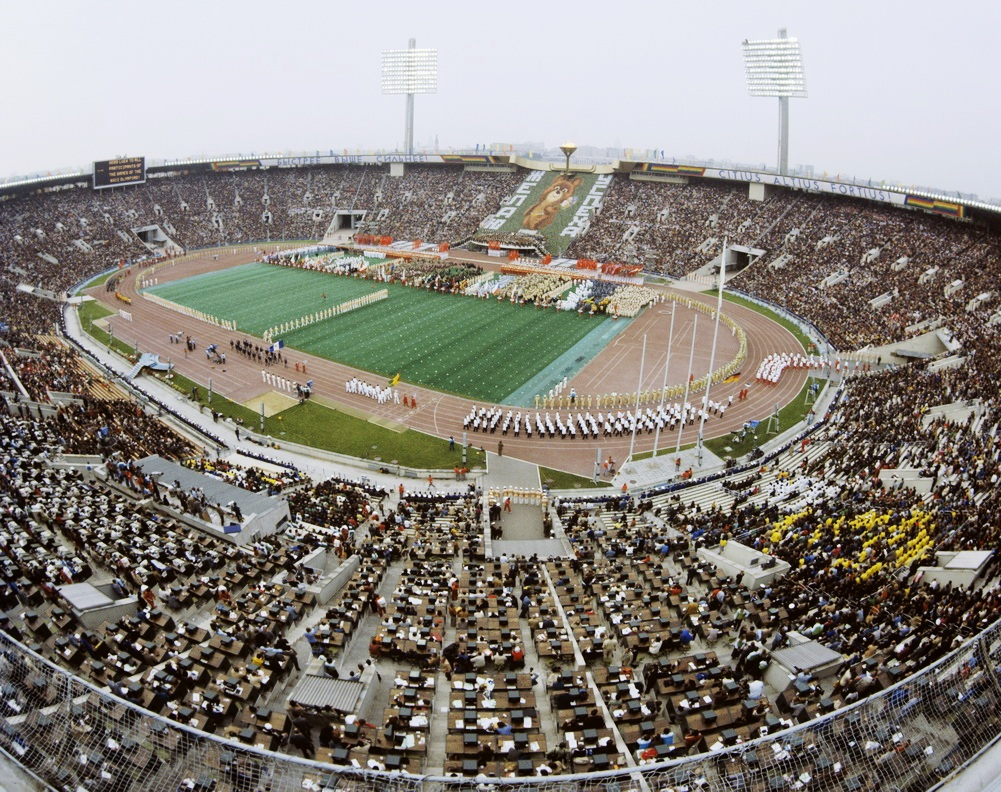
Das Luschniki-Stadion während der Eröffnungsfeier dieser Spiele

Der Speerwurf der Männer bei den Olympischen Spielen 1980 in Moskau wurde am 26. und 27. Juli 1980 im Olympiastadion Luschniki ausgetragen. Achtzehn Athleten nahmen teil.
Olympiasieger wurde Dainis Kūla aus der Sowjetunion. Er gewann vor seinem Landsmann Alexander Makarow und Wolfgang Hanisch aus der DDR.
Für die DDR gingen neben dem Medaillengewinner Hanisch Detlef Fuhrmann und Detlef Michel an den Start. Michel scheiterte in der Qualifikation, Fuhrmann erreichte das Finale und wurde Siebter.

Werfer aus der Schweiz, Österreich und Liechtenstein nahmen nicht teil. Athleten aus der Bundesrepublik Deutschland waren wegen des Olympiaboykotts ebenfalls nicht dabei.

## Bestehende Rekorde
| Weltrekord         | 96,72 m | Ferenc Paragi ( Ungarn) | Tata, Ungarn               | 23. April 1980 |
| Olympischer Rekord | 94,58 m | Miklós Németh ( Ungarn) | Finale OS Montreal, Kanada | 26. Juli 1976  |

Der bestehende olympische Rekord wurde bei diesen Spielen nicht erreicht. Der sowjetische Olympiasieger Dainis Kūla verfehlte diesen Rekord mit dem weitesten Wurf der Konkurrenz auf 91,20 m im Finale um 2,38 m. Zum Weltrekord fehlten ihm 5,52 m.

## Durchführung des Wettbewerbs
Die Athleten traten am 26. Juli zu einer Qualifikationsrunde an, die wegen der geringen Teilnehmerzahl gemeinsam in einer Gruppe durchgeführt wurde. Zehn Wettbewerber – hellblau unterlegt – übertrafen die direkte Finalqualifikationsweite von 80,00 m. Damit war die Mindestanzahl von zwölf Finalteilnehmern nicht erreicht. So wurde das Finalfeld nach den nächstbesten Weiten um weitere zwei Athleten – hellgrün unterlegt – auf zwölf Werfer aufgefüllt, sodass schließlich 78,74 m für den Finaleinzug ausreichten. Das Finale wurde am 27. Juli ausgetragen.

## Zeitplan
26. Juli, 12:25 Uhr: Qualifikation

27. Juli, 17:15 Uhr: Finale
Anmerkung:
Alle Zeiten sind in Ortszeit Moskau (UTC+3) angegeben.

## Qualifikation

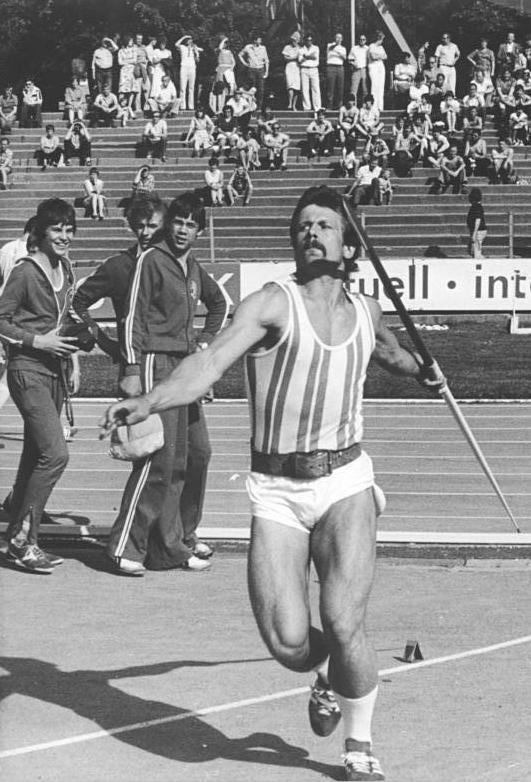
Detlef Michel fehlten mit seinen 78,34 m vierzig Zentimeter zur Finalteilnahme

Datum: 26. Juli 1980, 12:25 Uhr
| Platz | Name               | Nation         | 1. Versuch | 2. Versuch | 3. Versuch | Weite   |
| ----- | ------------------ | -------------- | ---------- | ---------- | ---------- | ------- |
| 1     | Ferenc Paragi      | Ungarn         | x          | 72,60 m    | 88,76 m    | 88,76 m |
| 2     | Wolfgang Hanisch   | DDR            | 75,24 m    | 85,82 m    |            | 85,82 m |
| 3     | Dainis Kūla        | Sowjetunion    | 85,76 m    |            |            | 85,76 m |
| 4     | Miklós Németh      | Ungarn         | 84,84 m    |            |            | 84,84 m |
| 5     | Antero Puranen     | Finnland       | 74,78 m    | 84,02 m    |            | 84,02 m |
| 6     | Alexander Makarow  | Sowjetunion    | 83,32 m    |            |            | 83,32 m |
| 7     | Heino Puuste       | Sowjetunion    | 82,96 m    |            |            | 82,96 m |
| 8     | Justin Arop        | Uganda         | 63,02 m    | 76,64 m    | 82,68 m    | 82,68 m |
| 9     | Aimo Aho           | Finnland       | 70,84 m    | 78,50 m    | 82,12 m    | 82,12 m |
| 10    | Pentti Sinersaari  | Finnland       | x          | 80,30 m    |            | 80,30 m |
| 11    | Detlef Fuhrmann    | DDR            | 72,12 m    | x          | 78,80 m    | 78,80 m |
| 12    | Stefan Stoikow     | Bulgarien      | 70,62 m    | 78,74 m    | 71,00 m    | 78,74 m |
| 13    | Detlef Michel      | DDR            | 73,30 m    | 78,34 m    | 71,00 m    | 78,34 m |
| 14    | David Ottley       | Großbritannien | x          | 77,20 m    | 71,94 m    | 77,20 m |
| 15    | Dariusz Adamus     | Polen          | 69,68 m    | 75,72 m    | 76,82 m    | 76,82 m |
| 16    | Zakayo Malekwa     | Tansania       | 71,58 m    | x          | 61,66 m    | 71,58 m |
| 17    | Inoussa Dangou     | Benin          | 54,20 m    | 63,56 m    | x          | 63,56 m |
| 18    | Milkessa Chalchisa | Äthiopien      | x          | 51,04 m    | 47,68 m    | 51,04 m |

## Finale
Datum: 27. Juli 1980, 17:15 Uhr
| Platz | Name              | Nation      | 1. Versuch | 2. Versuch | 3. Versuch | 4. Versuch                                  | 5. Versuch                                  | 6. Versuch                                  | Endresultat |
| ----- | ----------------- | ----------- | ---------- | ---------- | ---------- | ------------------------------------------- | ------------------------------------------- | ------------------------------------------- | ----------- |
| 1     | Dainis Kūla       | Sowjetunion | x          | x          | 88,88 m    | 91,20 m                                     | x                                           | x                                           | 91,20 m     |
| 2     | Alexander Makarow | Sowjetunion | 85,84 m    | 83,48 m    | x          | 84,40 m                                     | 88,04 m                                     | 89,64 m                                     | 89,64 m     |
| 3     | Wolfgang Hanisch  | DDR         | 86,72 m    | 73,74 m    | 84,04 m    | x                                           | x                                           | x                                           | 86,72 m     |
| 4     | Heino Puuste      | Sowjetunion | 86,10 m    | x          |            | x                                           |                                             | x                                           | 86,10 m     |
| 5     | Antero Puranen    | Finnland    | 85,12 m    | x          | x          | 78,14 m                                     | x                                           | 82,94 m                                     | 85,12 m     |
| 6     | Pentti Sinersaari | Finnland    | 75,08 m    | 84,34 m    | 82,86 m    | x                                           | x                                           | x                                           | 84,34 m     |
| 7     | Detlef Fuhrmann   | DDR         | 68,44 m    | 81,02 m    | 81,44 m    | 83,50 m                                     | 80,42 m                                     | 80,96 m                                     | 83,50 m     |
| 8     | Miklós Németh     | Ungarn      | 76,60 m    | 74,06 m    | 81,46 m    | 81,38 m                                     | 82,40 m                                     | 76,22 m                                     | 82,40 m     |
|       |                   |             |            |            |            |                                             |                                             |                                             |             |
| 9     | Aimo Aho          | Finnland    | 75,82 m    | 80,58 m    | 78,86 m    | nicht im Finale der besten acht Werferinnen | nicht im Finale der besten acht Werferinnen | nicht im Finale der besten acht Werferinnen | 80,58 m     |
| 10    | Ferenc Paragi     | Ungarn      | x          | 75,46 m    | 79,52 m    | nicht im Finale der besten acht Werferinnen | nicht im Finale der besten acht Werferinnen | nicht im Finale der besten acht Werferinnen | 79,52 m     |
| 11    | Stefan Stoikow    | Bulgarien   | 77,32 m    | 74,38 m    | 79,04 m    | nicht im Finale der besten acht Werferinnen | nicht im Finale der besten acht Werferinnen | nicht im Finale der besten acht Werferinnen | 79,04 m     |
| 12    | Justin Arop       | Uganda      | 53,56 m    | 77,34 m    | x          | nicht im Finale der besten acht Werferinnen | nicht im Finale der besten acht Werferinnen | nicht im Finale der besten acht Werferinnen | 77,34 m     |

Der Ungar Ferenc Paragi hatte im April des Olympiajahres den Weltrekord seines Landsmanns Miklós Németh verbessert und hatte sich in eine Favoritenposition für diesen Wettbewerb gebracht. Auch in der Qualifikation erzielte er die größte Weite. Weitere Medaillenkandidaten waren vor allem die beiden DDR-Werfer Wolfgang Hanisch, Dritter der Europameisterschaften 1978, und Detlef Michel, EM-Vierter. Auch von den sowjetischen Athleten wurde bei ihren Spielen im eigenen Land einiges erwartet. Miklós Németh dagegen hatte nicht mehr die Form, die ihm vier Jahre zuvor den Olympiasieg eingebracht hatte. Überraschend verpasste Michel den Einzug ins Finale.
In diesem Finale setzte sich im ersten Versuch Hanisch an die Spitze. Hinter ihm lagen die beiden sowjetischen Werfer Heino Puuste und Alexander Makarow. Die Qualität der Weiten hielt sich allerdings noch in Grenzen. Einen Führungswechsel gab es in der dritten Runde. Kūla warf den Speer auf 88,88 m. Das Sportgerät landete jedoch so flach, dass eigentlich ein Regelverstoß vorlag. Dennoch zeigten die Kampfrichter den Versuch als gültig an. Kūla führte nun vor Hanisch, Puuste und Makarow. Im nächsten Durchgang beseitigte Kūla jedoch die Zweifel und steigerte seine Weite auf 91,20 m. Makarow verbesserte sich mit seinem fünften Versuch auf 88,04 m und lag nun vor Hanisch. Makarows 89,64 m in der letzten Runde änderten nichts mehr an der Reihenfolge. Dainis Kūla wurde mit dem einzigen 90-Meter-Wurf der Konkurrenz Olympiasieger vor Alexander Makarow. Die Bronzemedaille gewann Wolfgang Hanisch vor Heino Puuste sowie den beiden Finnen Antero Puranen und Pentti Sinersaari.

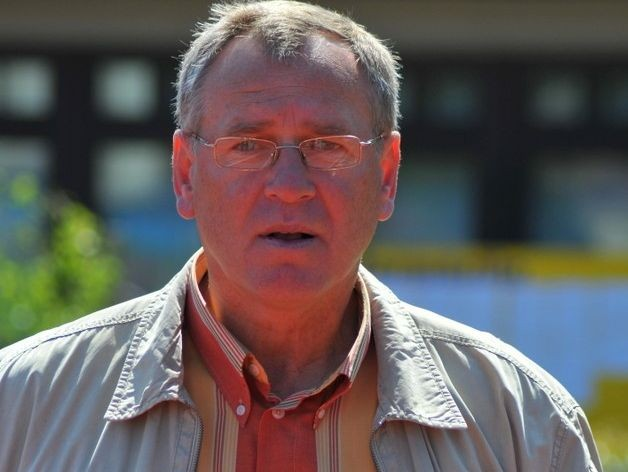
Olympiasieger wurde Dainis Kūla (hier im Jahr 2016)
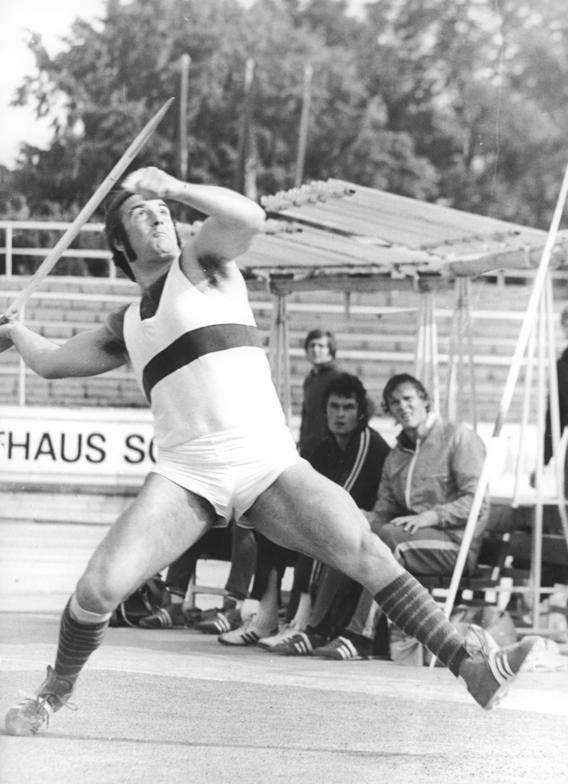
Bronzemedaillengewinner Wolfgang Hanisch

## Videolinks
- 1980 Olympics Men's Javelin Throw, youtube.com, abgerufen am 1. November 2021
- 1980 Olympics javelin throw final, youtube.com, abgerufen am 31. Dezember 2017